# Шомышбаев, Ештайбек
Ештайбе́к Шомышба́ев (1908, село Саудакент, Аулиеатинский уезд, Сырдарьинская область, Туркестанский край, Российская империя — неизвестно, село Уч-Арал, Таласский район, Джамбулская область, Казахская ССР) — старший чабан каракулеводческого совхоза «Таласский» Министерства совхозов СССР, Таласский район Джамбулской области, Казахская ССР. Герой Социалистического Труда (1949).

## Биография
Родился в 1908 году в крестьянской семье в селе Саудакент (в советское время — Байдакам). С раннего возраста трудился в сельском хозяйстве, батрачил у местных баев. В 1929 году вступил в овцеводческий колхоз «Таласский» (позднее — одноимённый совхоз) Таласского района. Трудился чабаном по выпасу овец. В послевоенное время — старший чабан в этом совхозе.
Ежегодно показывал высокие трудовые результаты в овцеводстве. На начало 1948 года обслуживал 705 овцематок. По итогам этого года вырастил по 106 ягнят к отбивке от каждой сотни овцематок и получил 85 % смушек первого сорта. Указом Президиума Верховного Совета СССР от 1 декабря 1949 года удостоен звания Героя Социалистического Труда за «получение высокой продуктивности животноводства в 1948 году» с вручением ордена Ленина и золотой медали «Серп и Молот» (№ 4959).
Этим же указом званием Героя Социалистического Труда были награждены труженики совхоза «Таласский» управляющий совхозной фермой Абдыр Сагинтаев, старший ветеринарный врач Шарафий Губашевич Губашев, старшие чабаны Дюсембек Айдыбеков, Иманбек Амангельдиев, Аблямат Джуманбаев, Айтете Омаров, Касым Самбетов и Айтпай Шинасылов.
В последующие годы продолжал показывать выдающиеся результаты в овцеводстве, получая в среднем около 140 ягнят от каждой сотни овцематок. В 1967 году вырастил 176 ягнят от каждой сотни овцематок.
После выхода на пенсию в 1959 году проживал в селе Уч-Арал (сегодня — Ушарал) Таласского района. Дата смерти не установлена.
Память
В селе Ушарал Таласского района его именем названа улица Ештайбек Шомишбай улы.
Награды
- Герой Социалистического Труда
- Орден Ленина
- Медаль «За трудовую доблесть» (08.09.1945)